# Великая Слободка
Вели́кая Слобо́дка (укр. Велика Слобідка) — село в Каменец-Подольском районе Хмельницкой области Украины.
Население по переписи 2001 года составляло 864 человека. Почтовый индекс — 32375. Телефонный код — 3849. Занимает площадь 1,826 км². Село располагается около устья реки Мукши в реку Днестр.

## История
В 1946 г. указом ПВС УССР село Великая Мукша переименовано в Великую Слободку.

## Известные уроженцы
- Андрейцев, Иван Фёдорович (1912—1985) — командир пулемётного отделения 472-го стрелкового полка (100-я стрелковая дивизия, 60-я армия, 1-й Украинский фронт), младший сержант. Полный кавалер ордена Славы.
- Лаврик, Семён Семёнович (1915—1990) — врач-гематолог, педагог, ректор Киевского медицинского института, доктор медицинских наук, профессор, член-корреспондент АН УССР. Государственный деятель УССР. Заслуженный деятель науки и техники Украинской ССР. Лауреат Государственной премии Украины в области науки и техники.

## Местный совет
32372, Хмельницкая обл., Каменец-Подольский р-н, с. Устье